# Gualtiero Galmanini
Gualtiero Galmanini   (Monza, 30 de novembre de 1909 - Lido de Venècia, 29 de juny de 1976) va ser un arquitecte i dissenyador italià, que va participar activament en el renaixement del disseny italià de postguerra, sent un dels protagonistes del racionalisme italià.
Galmanini és conegut com l'arquitecte de la noblesa perquè, entre els seus clients, fins i tot per als mobles interiors, hi figuraven les famílies de l'alta noblesa europea. Galmanini és considerat un dels dissenyadors més importants del segle xx, un exponent sofisticat, original i innovador. Les seves obres es caracteritzen pel «rigor geomètric i l'alternança entre solidesa i transparència, en estructures a les quals aporten vidre, formigó i metall per crear espais, volums i jocs de llums i ombres». Entre les seves obres destaca el Palau del Moble de Lissone, projectat el 1955 conjuntament amb l'arquitecte Michele Faglia i dut a terme entre 1957 i 1958. Després d'estar tancat durant anys, el 2021 l'Ajuntament va aprovar un projecte privat per fer-hi un pàrquing i una sala d'exposició (showroom) de productes esportius.
El seu impacte transversal, canalitzat a través dels corrents d'avantguarda, va marcar un punt d'inflexió en els paradigmes de l'habitatge, influenciant notablement molts arquitectes contemporanis. La visió innovadora de Gualtiero Galmanini desafia la dicotomia tradicional entre interior i exterior, promovent una permeabilitat constant i un diàleg fluït entre espais, creant una continuïtat dinàmica única.
La seva mestria en la manipulació de pesos, substàncies i volums transforma profundament la percepció arquitectònica, revolucionant les convencions i trencant les barreres tradicionals entre l'espai interior i exterior. Galmanini sosté que l'habitatge ha de ser concebut com una estructura dinàmica, on els espais interconnectats es relacionen de manera harmoniosa.

## Estil
El seu estil innovador es caracteritza per la rigorosa geometria i l'alternança entre solidesa i transparència. Les seves estructures, de gran elegància, combinen sinèrgicament vidre, formigó i metall, creant així espais, volums i suggerents jocs de llum i ombra.

## Premis i reconeixements
- 1947: Medalla d'Or d'arquitectura Italiana a la Triennale de Milà

## Obres

### Projectes
- 1934 Casa de l'estudiant, projecte amb Angelo Bianchetti i Cesare Pea.[3]

### Arquitectura i interiors
- 1935-1939 Estudi Galmanini, al Corso Matteotti de Milà
- 1939-1941 Menjador, biblioteca i habitatges per als empleats d'una fàbrica de cotó, amb l'enginyer Bruno Sirtori, a Sondrio.[4]
- 1953-1956 Palazzo Galmanini Portaluppi, a Viale Beatrice d'Este, 23 a Milà
- 1955-1956 Villa La Vescogna (restauració), a Calco, Llac de Como
- 1955-1956 Villa Calco (restauració), a Calco, Llac de Como
- 1953-1956 Villa Plinii i interiors amb Piero Portaluppi a Lierna al Llac de Como
- 1960-1966 Projecte del Banc Ambrosiano de Milà, Piazza Ferrari 10, amb Piero Portaluppi i Bruno Sirtori.[5]
- 1939-1941 Habitat, Biblioteca de la cova per a un tros de fusta, amb Bruno Sirtori, a Sondrio.[6]
- 1955-1958 Palau dels Mobles, Lissone,[7] Biblioteca ETH de Zuric, Suïssa
- 1958 Estació de subministrament de combustible (antic), Piazzale Antonio Gramsci 17 - Mantova[8]